# بازی صوتی

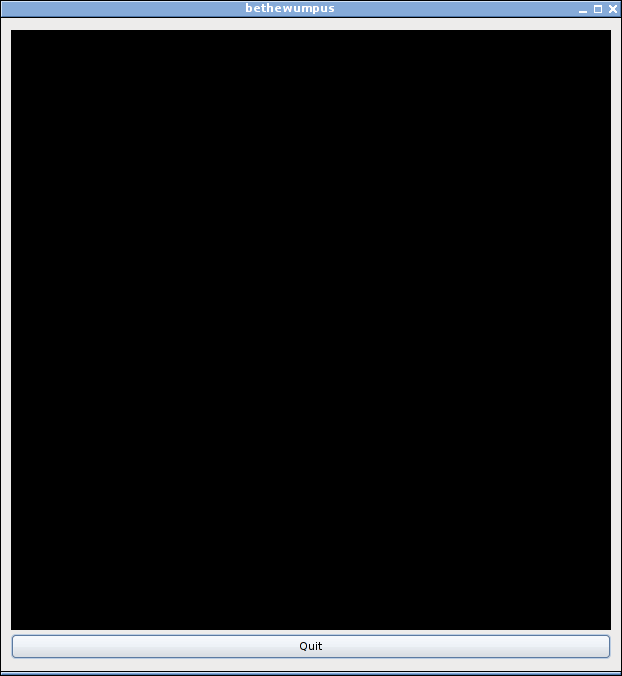
بازی صوتی

یک بازی صوتی نوعی بازی ویدئویی است. مشابه بازی‌های دیگر با این تفاوت که در این نوع بازی تنها چیزی که حس می‌کنیم صداست و هیچ تصویری از بازی نمی‌بینیم.
بازی‌های صوتی در ابتدا برای افراد نابینا ساخته می‌شدند و اغلب برنامه نویسانشان نیز نابینا بودند. اما افراد دیگری نیز نسبت به این دسته بازی‌ها علاقه نشان دادند. از جمله هنرمندان موسیقی، محققین در زمینه بازی‌های مناسب معلولین و توسعه دهندگان بازی دستگاه‌های همراه.
بازی‌های صوتی همچون دیگر بازی‌ها در سبک‌های مختلف ساخته می‌شوند. همچون سبک ماجراجویی، سبک مسابقه‌ای و غیره.